# إسحاق العوضي
إسحاق بن عبد الله بن محمد دبيري العوضي أبو عبد الله (1962 - 16 فبراير 2009) هوعالم دين مسلم إيراني.

## حياته ونشأته
ولد سنة 1962/ 1383 هـ في قرية بلغان من محافظة لرستان التابعة لمنطقة شيراز الواقعة في جنوب إيران عربستان.
حينما أتم الخامسة عشر من عمره أرسله والده إلى المدينة المنورة ليتلقى العلم هناك.
تخرج من كلية الحديث والدراسات الإسلامية بالجامعة الإسلامية بالمدينة النبوية أواخر سنة 1408هـ بشهادة ليسانس في الحديث، ثم تخرج من المعهد العالي لإعداد الأئمة والدعاة بشهادة ماجستير في الدعوة والدراسات الإسلامية في مكة المكرمة سنة 1412هـ. كان داعياً للإسلام فتسنن على يديه الآلاف.
كان من علماء السنة الذين فروا بدينهم لما بدأت حملة الاغتيالات ضد اعلام السنة واغتيل عدد من أصحابه.
كان له برنامج في إذاعة جدة بعنوان حقوق الإنسان في الإسلام.

## مؤلفاته
ألف العديد من الكتب وترجم الكثير من العربية إلى الفارسية يبلغ عددها أكثر من (470) كتاباً من أبرزها كتاب:
- مختصر منهاج السنة النبوية لشيخ الإسلام ابن تيمية الذي اختصره الشيخ عبد الله الغنيمان و
- كتاب العشر الأخير وكتاب إسلامية لاوهابية للشيخ ناصر العقل و
- كتاب أعلام التصحيح للشيخ خالد البديوي،
- كتاب هذه مفاهيمنا للشيخ صالح آل الشيخ و
- كتاب غاية المريد شرح
- كتاب التوحيد للشيخ صالح آل الشيخ وله تفسير مختصر للقرآن الكريم لم يكمل بعد، وغير ذلك كثير.
- ترجم كتاب مختصر( منهاج السنة النبوية لابن تيميه رحمه الله) للشيخ عبدالله الغنيمان، ومترجم العشر الأخير إلى الفارسية.
- أما التأليف فلهو مؤلفات عديدة منها التوحيد للناشئة وشرح أركان الإسلام وصلاة الجماعة ومختصر مناسك الحج وغيرها.

## وفاته
توفي الشيخ رحمه الله فجر يوم الإثنين بتاريخ 21 / 2 / 1430 هـ بمنزله بالرياض إثر مرض لازمه سنة تقريبا ، وصلى عليه جمع غفير من المسلمين بعد صلاة العصر في جامع الملك خالد بأم الحمام ودفن في مقبرة أم الحمام بالرياض.